# سیارک ۹۳۰۶۱
سیارک ۹۳۰۶۱ (به انگلیسی: 93061 Barbagallo، نامگذاری:2000SX20) نود و سه هزار و شصت و یکمین سیارک کشف شده‌است که در ۲۳ سپتامبر ۲۰۰۰ کشف شد.